# Intercity

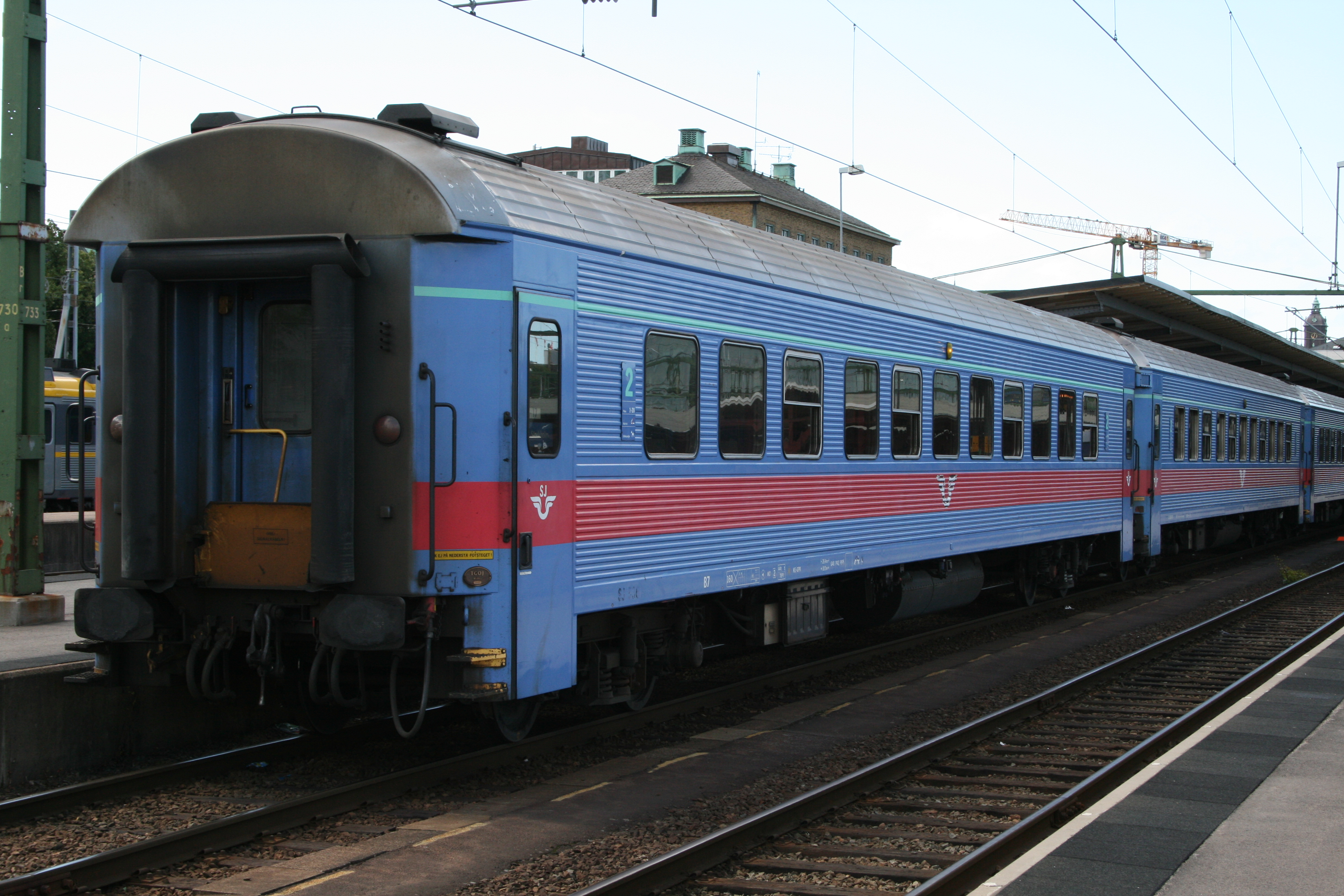
Ett svenskt Intercity-tåg med vagnar i SJ:s äldre blå/röda färgsättning.

Intercity (IC) är ett begrepp som används av tågoperatörer runt om i Europa, oftast för långväga tåg med färre stopp. Intercity betyder "mellan städer" och beteckningen avser främst olika dagtåg mellan städer på lite längre avstånd från varandra. Intercity har helt olika status i olika länder. I vissa av dessa länder är Intercity ett tåg med hög klass och hög status medan i andra länder är det de lite enklare tågen för längre sträckor. Gränsöverskridande dagtåg av denna typ brukar kallas Eurocity.
Ursprungligen var det Storbritannien som tog fram begreppet Intercity 1966. Därefter har andra europeiska länder följt efter och antagit samma begrepp. I det forna Östeuropa under kalla kriget fanns inte begreppet Intercity. Efter att kalla kriget tog slut 1989 infördes däremot begreppet Intercity i stor skala även i dessa länder.
Intercity finns i många europeiska länder. Bland dessa länder kan nämnas Sverige, Tyskland, Danmark, Tjeckien, Polen, Norge, Rumänien, Belgien, Nederländerna, Schweiz, Serbien, Österrike och Kroatien. 

## Danmark

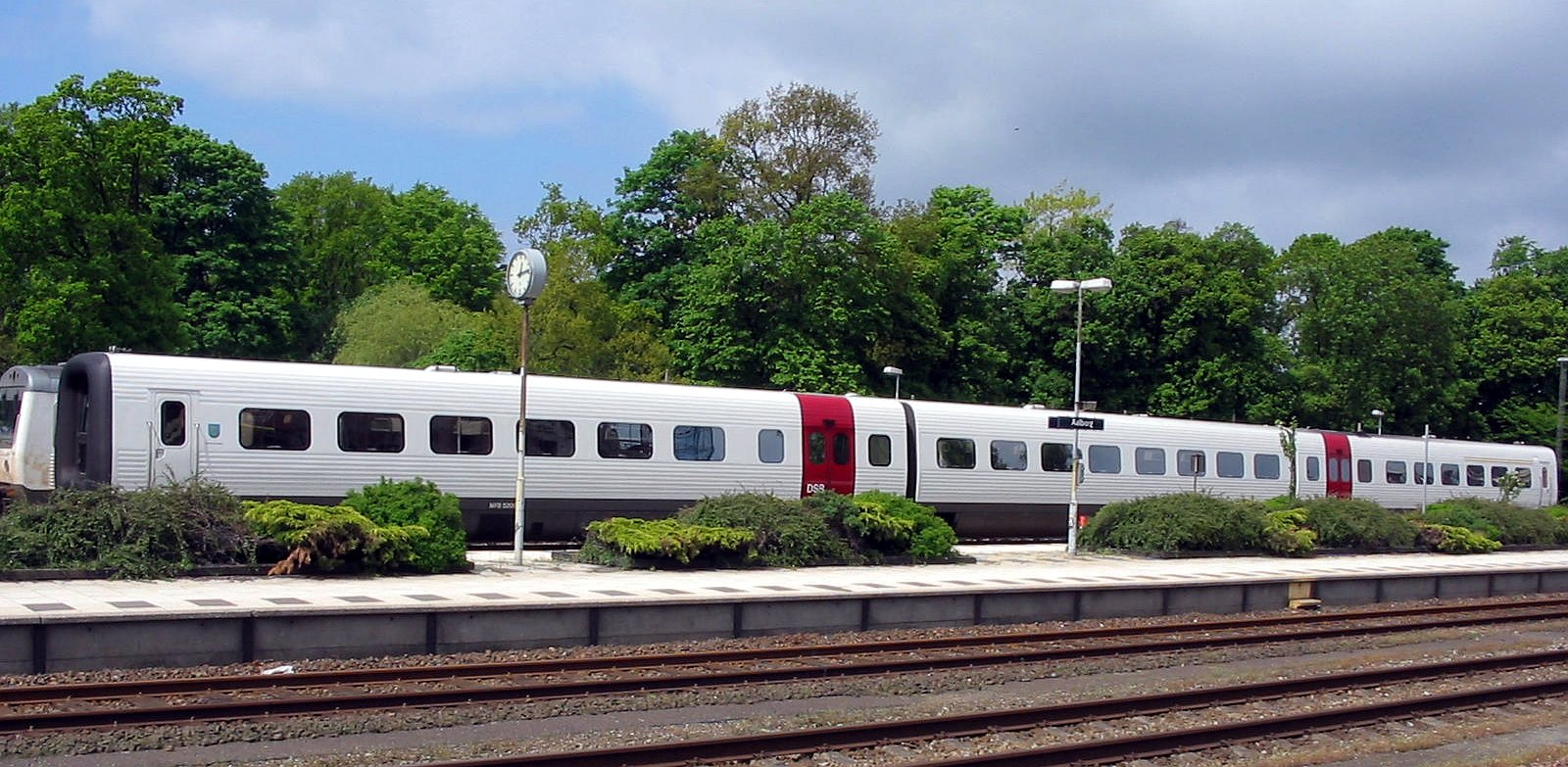
Ett danskt Intercitytåg bestående av IC3 (Y2).

Intercity kom till Danmark 1974 och trafikerade sträckan Köpenhamn-Århus. Idag finns det sju linjer som även internationellt kompletteras av Eurocity sedan 1987.

## Nederländerna

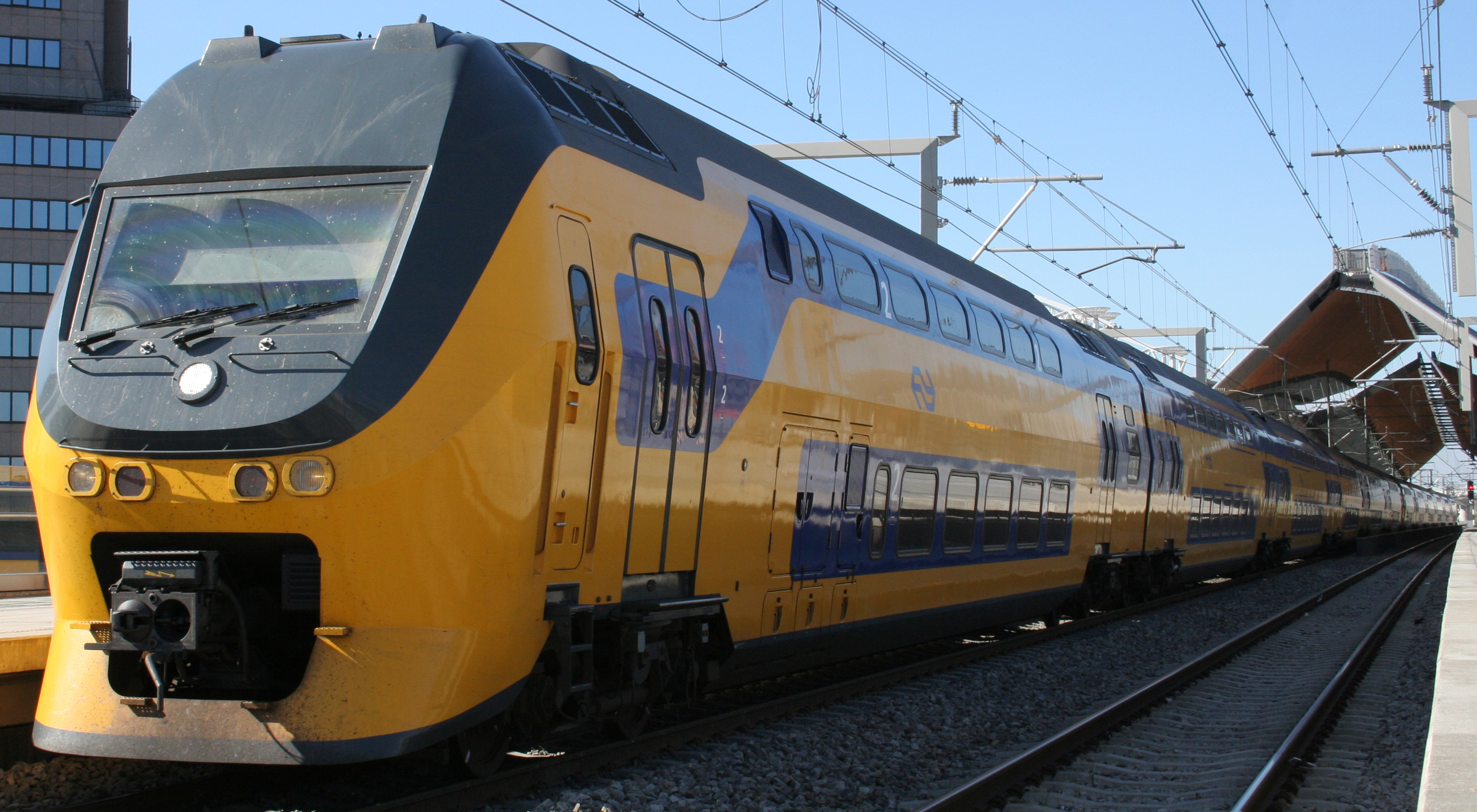
Ett Intercitytåg av typen VIRM på Amsterdam Bijlmer Arena i Nederländerna.

I Nederländerna infördes Intercity-tågen 1970. Tågen som går ganska ofta liknar Sveriges regionaltåg snarare än Intercitytågen då de går i tät trafik och stannar på många stationer. Tågen är lätta att känna igen med sin gul-blå färgsättning. Det finns även mer "klassiska" Intercitytåg i Nederländerna, dessa är sammansatta med manövervagn + 11 mellanvagnar + lok respektive manövervagn + fyra mellanvagnar + lok för att likna motorvagnståg. Även internationella loktåg benämnda "Intercity" förekommer.

## Norge
I Norge är Intercity (även omtalat som bl.a. InterCity-utbyggingen, InterCity-strekningene och tidigare InterCity-triangelet) är en sammanfattande benämning på järnvägslinjerna från Oslo till Halden, Skien, Hønefoss och Lillehammer. Banorna omfattar Østfoldbanen, Follobanen, Vestfoldbanen, Ringeriksbanen, Gardermobanen samt Dovrebanen till Lillehammer. Längsta avstånden från Oslo är ca 180 km (Lillehammer, Skien).
Cirka 80 % av Vys persontågtrafik sker inom detta område.[källa behövs] Det finns planer på att bygga om dessa sträckor till dubbelspår för 200 km/h eller mer hela vägen. Vissa sträckor är utbyggda under 1990-talet och 2000-talet, och en del andra sträckor är under 2010-talet under byggnad. Det finns en förhoppning att allt är färdigbyggt år 2030.

## Sverige

### Intercity

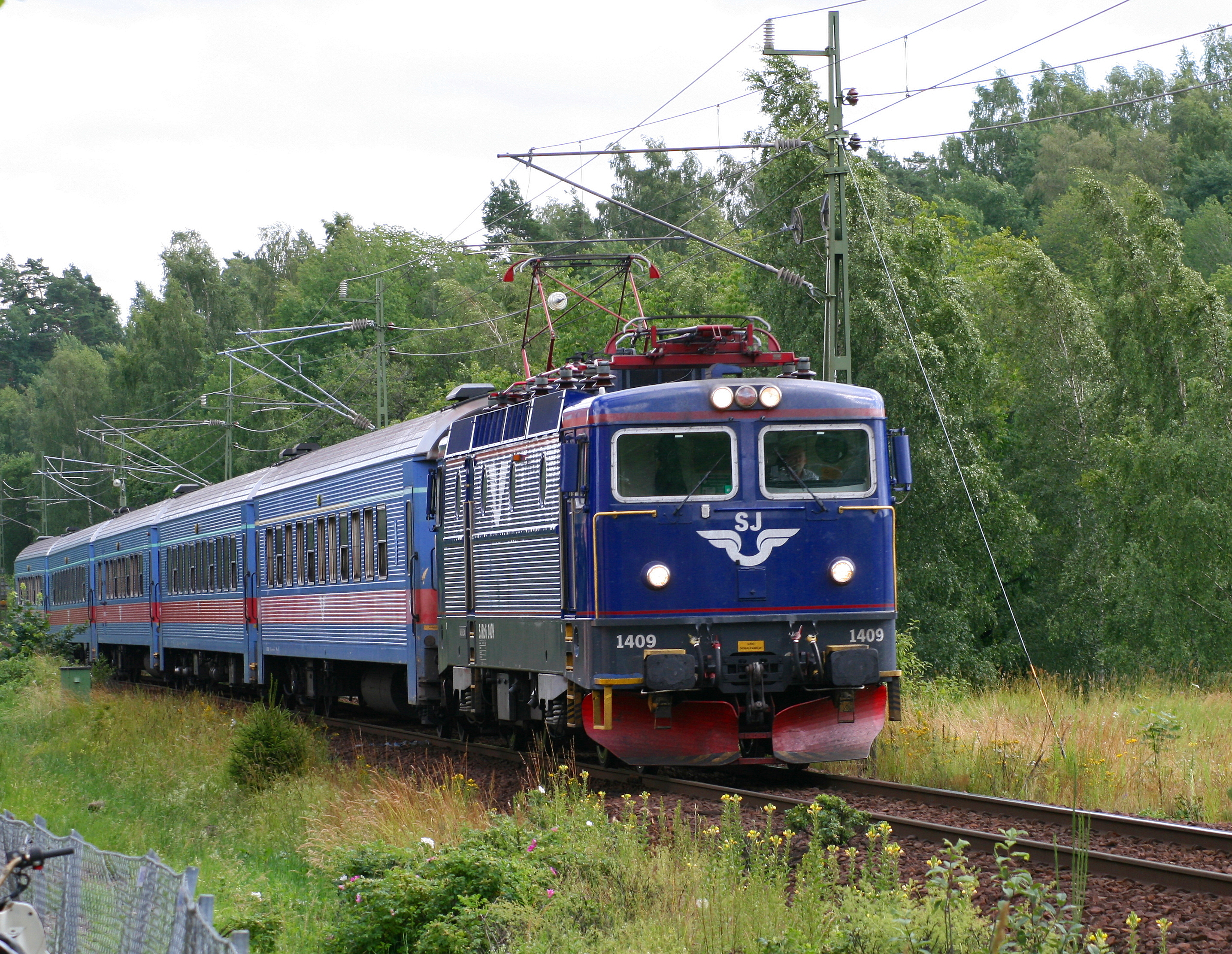
Ett IC-tåg på Kust till kust-banan.

I Sverige är Intercity sedan början av 1990-talet begreppet för lite enklare tåg som går på längre sträckor. Dessförinnan var det däremot annorlunda då Intercity symboliserade de tåg på längre sträckor som hade lite högre standard (med den tidens mått mätt), tågen stannade även endast på de större och medelstora stationerna. Under 1980-talet var det höga krav på tågen för att benämnas Intercity. Tågen skulle bestå av Statens Järnvägars då modernaste vagnar och samtliga tåg av denna typ skulle ha restaurangvagn. I restaurangvagnen fanns även en så kallad Intercity-Shop där det såldes parfymer och liknande saker. När X 2000 infördes 1990 förlorade Intercity sin status och degraderades.
I Sverige är det endast SJ som använder sig av begreppet Intercity. Det finns andra tågoperatörer med liknande tåg, men dessa kallas inte Intercity. SJ använder i dag (2023) främst lokdragna tåg, dragna av Rc6 med personvagnar, men även tvåvåningståget X40 används i tåg som kallas Intercity.

### Interregio
En period hade SJ ett produktnamn Interregio som hade lägre standard, men fungerade som Intercity.

## Tyskland

### Intercity

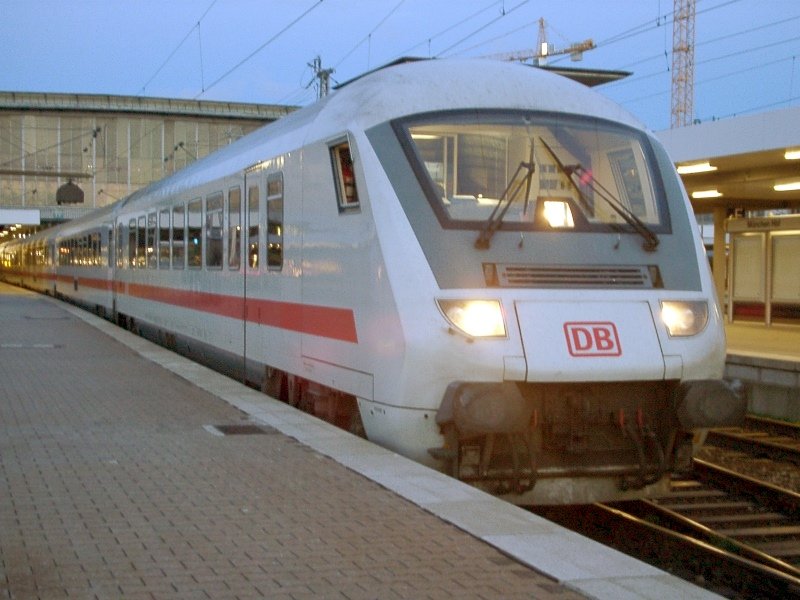
Ett tyskt Intercitytåg i München.

I Tyskland lanserades Intercity år 1971 som komplement till det tyska Trans Europ Express (TEE) men kom så småningom att ersätta TEE. Från början fanns det bara första klass på tågen men år 1979 infördes även andra klass på tågen. Intercitytågen kan gå i 200km/h. En del Intercitylinjer är delvis ersatta av InterCityExpress.

### Interregio
År 1988 kom Interregio till Tyskland som komplement till Intercity. I praktiken var det ingen skillnad mellan Intercity och Interregio förutom att Interregio gick på kortare sträckor än Intercity, varför Interregio lades ner år 2003 och delvis ersattes av Intercity och InterregioExpress.

## Österrike
De österrikiska Intercity-tågen körs av Österreichische Bundesbahnen och är mer regionaltågsliknande då de flesta snabbtågen är gränsöverskridande Eurocity-tåg. Även snabbtåg som ej är gränsöverskridande för ofta beteckningen Eurocity.
Exempel på Intercitylinjer i Österrike 2016:
- Wien Hbf–Bruck/Mur–Klagenfurt–Villach
- Graz–Selzthal–Bischofshofen–Salzburg